# Gilserberg
Gilserberg ist eine Gemeinde im nordhessischen Schwalm-Eder-Kreis.

## Geographie

### Geographische Lage
Gilserberg ist die westlichste Gemeinde im Landkreis und grenzt an die Landkreise Marburg-Biedenkopf und Waldeck-Frankenberg.
Das Gemeindegebiet umfasst das an der Rhein-Weser-Wasserscheide gelegene Gilserberger Hochland (Und wird daher im Volksmund oft nur als „Hochland“ bezeichnet). Dessen zentraler Teil um den Kernort Gilserberg besteht aus einer vom Oberlauf der Gilsa durchflossenen Hochfläche. Die jenseits der Wasserscheide gelegenen von den Wohra-Zuflüssen Josbach und Heimbach entwässerten südwestlichen Ortsteile Lischeid, Winterscheid und Heimbach sind die einzigen Orte im Schwalm-Eder-Kreis, die im Einzugsgebiet des Rheins liegen. Der südöstliche Teil der Gemeinde mit den Ortsteilen Sachsenhausen, Itzenhain, Bellnhausen und Appenhain wird über den Katzenbach und den Wiera-Zufluss Hardwasser zur Schwalm hin entwässert.
Im Norden um den Ortsteil Schönstein reicht die Gemeinde in den Kellerwald hinein. Dort befindet sich an der nordwestlichen Gemeindegrenze zu Gemünden mit dem 585 m ü. NN hohen Jeust die höchste Erhebung des Gemeindegebiets. Im Nordosten nahe den Ortsteilen Schönau und Sebbeterode liegt der Höhenzug Hemberg. Im Kernort Gilserberg befindet sich der südlichste Punkt des Naturparks Kellerwald-Edersee. Die Ortsteile Schönstein und Schönau liegen innerhalb der Grenzen des Naturparks, Gilserberg, Moischeid und Sebbeterode liegen teilweise in diesem.
Die Bundesstraße 3, die zum Beispiel Kassel (60 km) im Nordosten mit Marburg (30 km) im Südwesten verbindet, führt durch die Gemeinde. Zwischen dem Kernort Gilserberg und dem Ortsteil Lischeid überquert sie die Rhein-Weser-Wasserscheide.

### Gliederung
Die Gemeinde besteht aus elf Gemeindeteilen. Neben dem Kernort Gilserberg sind dies Appenhain, Heimbach, Itzenhain mit der ehemaligen Domäne und heutigen Siedlung Bellnhausen, Lischeid, Moischeid, Sachsenhausen, Schönau, Schönstein, Sebbeterode und Winterscheid.
Einwohnerzahlen 2017:
| Ortsteil       | Erst- wohn- sitz | Zweit- wohn- sitz | Summe |
| -------------- | ---------------- | ----------------- | ----- |
| Appenhain      | 58               | 7                 | 65    |
| Gilserberg     | 923              | 77                | 1.000 |
| Heimbach       | 80               | 13                | 93    |
| Itzenhain      | 141              | 15                | 156   |
| Lischeid       | 348              | 42                | 390   |
| Moischeid      | 295              | 33                | 328   |
| Sachsenhausen  | 402              | 25                | 427   |
| Schönau        | 216              | 33                | 249   |
| Schönstein     | 122              | 18                | 140   |
| Sebbeterode    | 369              | 29                | 398   |
| Winterscheid   | 133              | 23                | 156   |
| Gesamtgemeinde | 3.087            | 315               | 3.402 |

### Nachbargemeinden
Gilserberg grenzt im Nordwesten an die Gemeinde Haina (Landkreis Waldeck-Frankenberg), im Nordosten an die Gemeinde Jesberg, im Südosten an die Stadt Schwalmstadt (beide im Schwalm-Eder-Kreis), im Süden an die Stadt Neustadt, im Südwesten an die Städte Stadtallendorf und Rauschenberg, sowie im Westen an die Gemeinde Wohratal (alle vier im Landkreis Marburg-Biedenkopf) und die Stadt Gemünden (Landkreis Waldeck-Frankenberg).

## Geschichte: Bildung der Großgemeinde
Zum 31. Dezember 1971 fusionierten im Zuge der Gebietsreform in Hessen die bis dahin selbstständigen Gemeinden Gilserberg, Heimbach, Lischeid, Sachsenhausen, Schönau und Winterscheid freiwillig zur Großgemeinde Gilserberg. Aufgrund der zentralen Lage im Gilserberger Hochland wurde Gilserberg Sitz der Verwaltung und Namensgeber der neuen Gemeinde. Am 1. April 1972 kamen Appenhain sowie Itzenhain mit dem im Jahr 1928 eingegliederten Bellnhausen hinzu. Nachdem diese Zusammenschlüsse freiwillig erfolgten, wurden am 1. Januar 1974 Moischeid, Sebbeterode und Schönstein kraft Landesgesetz eingemeindet.
Für alle eingegliederten ehemals eigenständigen Gemeinden wurden Ortsbezirke mit Ortsbeirat und Ortsvorsteher nach der Hessischen Gemeindeordnung gebildet.

## Religion

### Evangelische Kirche
Zum Kirchspiel Sebbeterode gehören Gilserberg, Moischeid  und Schönau, zum Kirchspiel Lischeid Heimbach, Winterscheid, Sachsenhausen, Itzenhain und Appenhain. Schönstein  ist Teil des Kirchspiels Densberg.

### Jüdische Gemeinde
In Gilserberg bestand eine jüdische Gemeinde vom 18. Jahrhundert bis nach 1933. Die Höchstzahl jüdischer Einwohner wurde um 1900 mit gut 70 Personen erreicht. Eine erste Synagoge wurde vermutlich Anfang des 19. Jahrhunderts eingerichtet. Eine neue Synagoge wurde am 12. Januar 1898 feierlich eingeweiht. Beim Novemberpogrom 1938 wurde sie zerstört. Mindestens vier der ehemaligen jüdischen Einwohner der Gemeinde wurden in Vernichtungslagern ermordet. An die jüdische Gemeinde erinnert noch ein kleiner jüdischer Friedhof am Ort.

## Politik

### Gemeindevertretung
Die Kommunalwahl am 14. März 2021 lieferte folgendes Ergebnis, in Vergleich gesetzt zu früheren Kommunalwahlen:
| Gemeindevertretung – Kommunalwahlen 2021 | Gemeindevertretung – Kommunalwahlen 2021                    |
| --- | ----------------------------------------------------------- |
| Stimmenanteil in %Wahlbeteiligung 53,7 % 50403020100 34,5 (−11,6)34,2 (+0,3)31,3 (+11,3) SPDCDUBLHc20162021Anmerkungen:c Bürgerliste Hochland | SitzverteilungInsgesamt 15 Sitze - SPD: 5 - BLH: 5 - CDU: 5 |

| Parteien und Wählergemeinschaften | Parteien und Wählergemeinschaften           | % 2021 | Sitze 2021 | % 2016 | Sitze 2016 | % 2011 | Sitze 2011 | % 2006 | Sitze 2006 | % 2001 | Sitze 2001 |
| SPD                               | Sozialdemokratische Partei Deutschlands     | 34,5   | 5          | 46,1   | 11         | 58,0   | 13         | 52,3   | 12         | 43,2   | 10         |
| CDU                               | Christlich Demokratische Union Deutschlands | 34,2   | 5          | 33,9   | 8          | 42,0   | 10         | 32,7   | 8          | 36,2   | 8          |
| BLH                               | Bürgerliste Hochland                        | 31,3   | 5          | 20,0   | 4          | —      | —          | —      | —          | —      | —          |
| WGH                               | Wählergemeinschaft Hochland                 | —      | —          | —      | —          | —      | —          | 10,9   | 2          | 16,0   | 4          |
| FDP                               | Freie Demokratische Partei                  | —      | —          | —      | —          | —      | —          | 4,1    | 1          | 4,6    | 1          |
| Gesamt                            | Gesamt                                      | 100,0  | 15         | 100,0  | 23         | 100,0  | 23         | 100,0  | 23         | 100,0  | 23         |
| Wahlbeteiligung in %              | Wahlbeteiligung in %                        | 62,7   | 62,7       | 66,4   | 66,4       | 70,8   | 70,8       | 72,9   | 72,9       | 76,1   | 76,1       |

### Bürgermeister
Nach der hessischen Kommunalverfassung wird der Bürgermeister für eine sechsjährige Amtszeit gewählt, seit dem Jahr 1993 in einer Direktwahl, und ist Vorsitzender des Gemeindevorstands, dem in der Gemeinde Gilserberg neben dem Bürgermeister ehrenamtlich ein Erster Beigeordneter und fünf weitere Beigeordnete angehören. Bürgermeister ist seit dem 3. Januar 2025 Lukas Daum (BLH). Er wurde als Nachfolger von Rainer Barth, der nach zwei Amtszeiten nicht wieder kandidiert hatte, am 29. September 2024 in einer Stichwahl bei 63,4 Prozent Wahlbeteiligung mit 51,6 Prozent der Stimmen gewählt.
Amtszeiten der Bürgermeister
- 2025–2031 Lukas Daum (BLH)[13]
- 2013–2025 Rainer Barth[14]
- 2001–2013 Lothar Vestweber (SPD)[17]
- 1989–2001 Ernst Thiel (SPD) (1937–2011)[18]
- (1964)–1988 Johannes Drescher (SPD)

### Ortsbeiräte
Für die Ortsteile Appenhain, Gilserberg, Heimbach, Itzenhain, Bellnhausen, Lischeid, Moischeid, Sachsenhausen, Schönau, Schönstein, Sebbeterode und Winterscheid bestehen Ortsbezirke nach Maßgabe der §§ 81 und 82 HGO und des Kommunalwahlgesetzes in der jeweils gültigen Fassung. Die Ortsbeiräte bestehen aus drei bis sieben Mitgliedern. Der Ortsbeirat des Ortsbezirks wird im Rahmen der Kommunalwahlen gewählt und bestimmt aus seiner Mitte den/die Ortsvorsteher/in. Die Ortsbezirksgrenzen entsprechen den Gemarkungen der eingegliederten ehemaligen Gemeinden.
Für den Ortsbeirat Gilersberg siehe Ortsteil Gilserberg.

### Wappen
Das Wappen wurde am 12. April 1984 durch das Hessische Ministerium des Innern genehmigt.
| Wappen von Gilserberg | Blasonierung: „Im durch einen schrägrechten silbernen Wellenbalken geteilten Schild oben in Rot einen aus dem Wellenbalken hervorgehenden goldenen Zinnenturm, unten in Schwarz einen sechsstrahligen silbernen Stern.“ |
| Wappen von Gilserberg | Wappenbegründung: Der schräge Wellenbalken deutet die namengebende Gilsa an, der Turm steht für die in der Gemeinde liegende alte Burg Schönstein und der Stern weist auf die alte Zugehörigkeit des Gemeindegebiets zur Grafschaft Ziegenhain hin. Die Farben Schwarz-Weiß wurden dem Ziegenhainer Grafenwappen entnommen, die Farben Rot-Weiß deuten auf die Zugehörigkeit zum Lande Hessen. Die Gestaltung des Wappens lag in den Händen des Bad Nauheimer Heraldikers Heinz Ritt. |

### Städtepartnerschaften
Mit der Gemeinde Rocheservière im Département Vendée in Frankreich besteht seit 1998 eine Partnerschaft.

## Kultur

### Sprache
Der gesprochene Dialekt ist aufgrund der geografische Lage sehr regional und nicht eindeutig einzuordnen. Er liegt zwischen Nordhessisch und Mittelhessisch und wird als „Platt“ bezeichnet, wobei selbst zwischen verschiedenen Dörfern der Gemeinde Unterschiede erkennbar sind. Die sprachliche Abgrenzung zum Osten hin ist das „Schwälmer Platt“.

### Tracht
Das Gilserberger Hochland stellt als Teil der oberhessischen Schwelle kulturell ein Grenzgebiet zwischen der Schwalm, Lahn und Eder als auch zwischen Nieder- und Oberhessen dar. Aus diesem Grund hat sich keine einheitliche und für das Gebiet individuelle Tracht entwickelt. Allerdings bestanden innerhalb der Ortschaften jeweilige Frauen- und Männerkleidung. Diese Trachten sind Anfang des 20. Jahrhunderts aus dem dörflichen Erscheinungsbild verschwunden. Befragungen von Personen um 1900 stellten die in den Dörfern Appenhain, Itzenhain, Gilserberg, Moischeid und Winterscheid getragene Tracht als „Gilserberger Tracht“ und die in Sachsenhausen, Lischeid und Josbach als „niederhessische Tracht“ dar. Die Schönauer Tracht wurde als Übergang von der ober- zur niederhessischen Tracht beschrieben und die Heimbacher Tracht als „Edertaler Tracht“. Als Mittelstellung zwischen dieser Trachtenvielfalt kann die Schönsteiner Tracht gesehen werden.
Die Schönsteiner Frauentracht besteht aus:
- Einem weißen Hemd (handgewebte Leinen, Baumwolle oder Mischgewebe; für sonntags mit Stickereien oder weißer Wäschespitze an den Ärmelkanten)
- Einem taillienlangen, karierten oder geblümten, dunklen Laibchen (Baumwollstoff; schwarz, blau, grün oder braun; Rücken im Prinzessinenschnitt; für sonntags aus Samt)
- Zwei Unterröcken (erster aus weißen Leinen oder Baumwolle; zweiter im Sommer aus grauem Baumwollstoff oder Schwesternleinen, bei heißem Wetter als Arbeitsrock getragen, im Winter aus grauem angerautem Baumwollstoff oder Bieberstoff)
- Einem waden- bis knöchellangen Rock in gedeckten Tönen (schwarz, braun, grün, grau, blau oder lila; Beiderwand und Wollstoff, später auch Baumwolle; in Falten gelegt; mit „Wirrerstoss“; mindestens zwei schwarze Samtbänder; gemschmückt mit Borten, Webbändern und Guimpen)
- Einer Jacke (schwarz, braun, grün, oder blau; bedruckter Baumwollstoff; hochgeschlossen mit Steh- oder Umlegekragen; für Sonntags bestickter Samtstoff oder Jaquardstoff)
- Einer zur Jacke passenden Schürze (mit oder ohne Bund und in der Taille in feine Falten gelegt)
- Einem Tuch (buntbestickt, passend in der Farbe des Gewandes; zum Dreieck gefaltet)
- Einer Bänderhaube, der sogenannten Schlinkebätzel (Schleifenbätzel) zum Kirchgang, bei Abendmahl und Traue zusätzlich weiße Spitzenhaube

Die Schönsteiner Männertracht besteht aus:
- Einem blauen Hessenkittel (an den Schulterstücken weiß und blau gestickt; bestickte Armbündchen und Halsöffnung; weiße Knöpfe)
- Einer dunklen Hose
- Einem Halstuch (rot für junge, schwarz für ältere Männer)
- Sonntags statt Hessenkittel ein weißes Hemd, eine schwarze Hose, evtl. eine Weste, schwarzer Gehrock und Zylinder

### Sport und Vereine
Die Gemeinde Gilserberg ist in allen Ortsteilen reich an Vereinen und Verbänden, welche ehrenamtlich geführt werden. Sie sind neben der Vereinsarbeit auch im kulturellen und sozialen Bereich gesellschaftlich aktiv und sind daher ein Grundbaustein der Kommune. Der erfolgreichste Sportverein war bisher der Tischtennisclub Sebbeterode, der viele Saisons in der Verbandsliga spielte und zwei Saisons in der Hessenliga, der höchsten Klasse des Landes, aktiv war.
Des Weiteren gibt es in der Gemeinde Gilserberg eine Vielzahl anderer Vereine, diese sind:
- Brieftaubenverein Gilserberg
- Die Burschenschaften in Gilserberg, Lischeid, Sachsenhausen und Sebbeterode.[24] Die Burschenschaften Gilserberg, Sachsenhausen und Sebbeterode veranstalten jährlich die örtlichen Dorfkirmessen.
- Dorfverein „Wir für Schönau“
- Die Fördervereine der Hochlandschule, Hospiz Kellerwald und der Kindertagesstätte Hochlandstrolche
- Die gemischten Chöre Moischeid und Sebbeterode
- Handels- und Gewerbeverein aktives Gilserberger Hochland (HGV)
- Heimat-, Kultur- und Geschichtsverein Gilserberg
- Kirchenchor Sachsenhausen
- Kuhlo-Bläsergruppe
- Die Landfrauenvereine Gilserberg, Itzenhain Appenhain Lischeid, Moischeid, Sachsenhausen, Schönstein und Sebbeterode
- Die Motorradclubs MC Moischeid und Sebbeterode
- Ortsverein Sebbeterode
- Der Posaunenchor Lischeid Winterscheid Heimbach
- Reisefreunde Schönau
- Die Schützenvereine 1925 Heimbach, Tell 1965 Sachsenhausen und Schönstein 1966
- Die Singkreise Schönau und Winterscheid
- TSV 1922 Hochland Gilserberg
- TSV 1930 Moischeid
- TTC Sebbeterode-Winterscheid
- Verein Sonnenmühle
- Die Verschönerungsvereine Lischeid und Moischeid
- Wanderverein Gilserberg
- Die Fördervereine der örtlichen Feuerwehren

## Persönlichkeiten
In Gilserberg geboren
- Ernst Engeland (1853–1925), Politiker und Bürgerschaftsabgeordneter in Bremen
- Heinrich Kohl (1912–1984), Jurist, Offizier, Pilot, Landrat und Staatssekretär
- Harald Habermann (* 1951), Politiker und Abgeordneter des Hessischen Landtags

Mit Bezug zu Gilserberg
- Johann I. von Ziegenhain (unbekannt–1359), Graf von Ziegenhain, Graf von Nidda und  Hochvogt des Klosters Fulda, baute die Burg Schönstein bei Gilserberg
- Karl Heinz Pfeffer (1906–1971), Soziologe
- Thomas Gunkel (* 1956), Übersetzer, lebt in Gilserberg